# 克里斯蒂安·阿爾布雷希特 (霍恩洛厄-朗根堡)
克里斯蒂安·阿爾布雷希特（德語：Christian Albrecht，1726年3月27日—1789年7月4日），霍恩洛厄-朗根堡親王，1765年至1789年在位。

## 家庭
1761年，克里斯蒂安·阿爾布雷希特與斯托爾貝格-蓋登的卡羅琳結婚，兩人共有3子2女：
1. 卡爾·路德維希（1762年—1825年）
2. 路易絲·艾蕾諾爾（1763年—1837年）
3. 古斯塔夫·阿道夫（1764年—1796年）
4. 克里斯蒂安（1768年—1796年）
5. 奧古斯塔·卡羅琳（1769年—1803年）